# Русанівка (Тернопільський район)

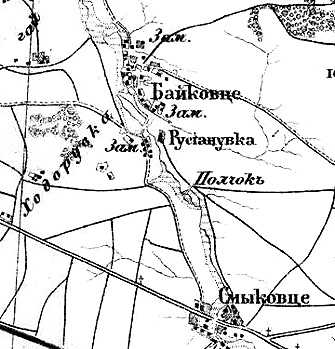
Русанівка на топографічній карті 1917 року

Русанівка(Русянівка) -хутір приєднаний до с. Байківці. Розташований на правому березі р. Гніздечна, за 1 км від Байківців. 

## Історія
Відомий від кінця 17 століття. Назва походить, ймовірно, від українців, яких називали русинами; вони становили абсолютну більшість у селі. У кінці 18–на початку 19 ст. у документах зафіксоване як окреме село. 
З 1854 у складі Тернопільського повіту (Королівство Галичини та Володимирії)
1857 р. тут проживали 200 осіб.
Наприкінці 19-го на початку 20 ст. велика земельна власність належала Манєвським. 
У 1921 р. в селі – 54 будинки, 303 мешканці.  
У 1932 році в селі проживали 318 осіб, школи не було. 
До 1934 року село належало до гміни Чернелів-Мазовецький Тернопільського повіту.
1934–1939 рр. Русанівка належала до ґміни Лозова. [Архівовано 9 серпня 2021 у Wayback Machine.]
У 1941 р. в селі насипали символічну могилу УСС і воякам УГА; зруйнували більшовики. 
У 1941–1944 належали до гміни Шляхтинці в складі Тернопільського повіту 
У листопаді 1948 року примусово створено колгосп, який у 1950 р. приєднали до колективного господарства с. Байківці. 
У лютому 1952 р. на хуторі 60 будинків, в яких проживало 249 осіб.
1952 р. – базувалася бригада колгоспу с. Байківці. Поблизу хутора були 4 одиничні господарства, жителів яких у 1950-х роках переселили в Байківці. 
27 вересня 2007 року на будівництві церкви в Русанівці поставлений хрест, а наріжний камінь освятив владика Василій Семенюк серпні 2008 року. 
У 2013 році завершено спорудження церкви, а її освячення, яке здійснив з благословення митрополита Василія Семенюка протосинкел Тернопільсько-Зборівської архиєпархії УГКЦ о. Андрій Романків, відбулося 30 червня 2013 року.
Церква Пресвятої Євхаристії  мурована; архітектор Михайло Нетриб’як. Є молитовна каплиця.
26 квітня 2022 року митрополит Тернопільсько-Зборівський Василій Семенюк із пастирським візитом відвідав парафію Пресвятої Євхаристії і освятив дзвін.

## Відомі люди
Проживали учасники національно-визвольних змагань Ольга Добровольська(1915-1976), Михайло Добровольський(1911-1994), Микола Лисак(1912-1944), Петро Лисак(1914-1994),Марія Лисак(Микитюк)(1925-2002), Іван Мозіль(1910-1990), Семен Слабаш (1912-1945)